# ニコラ・デュポン＝エニャン

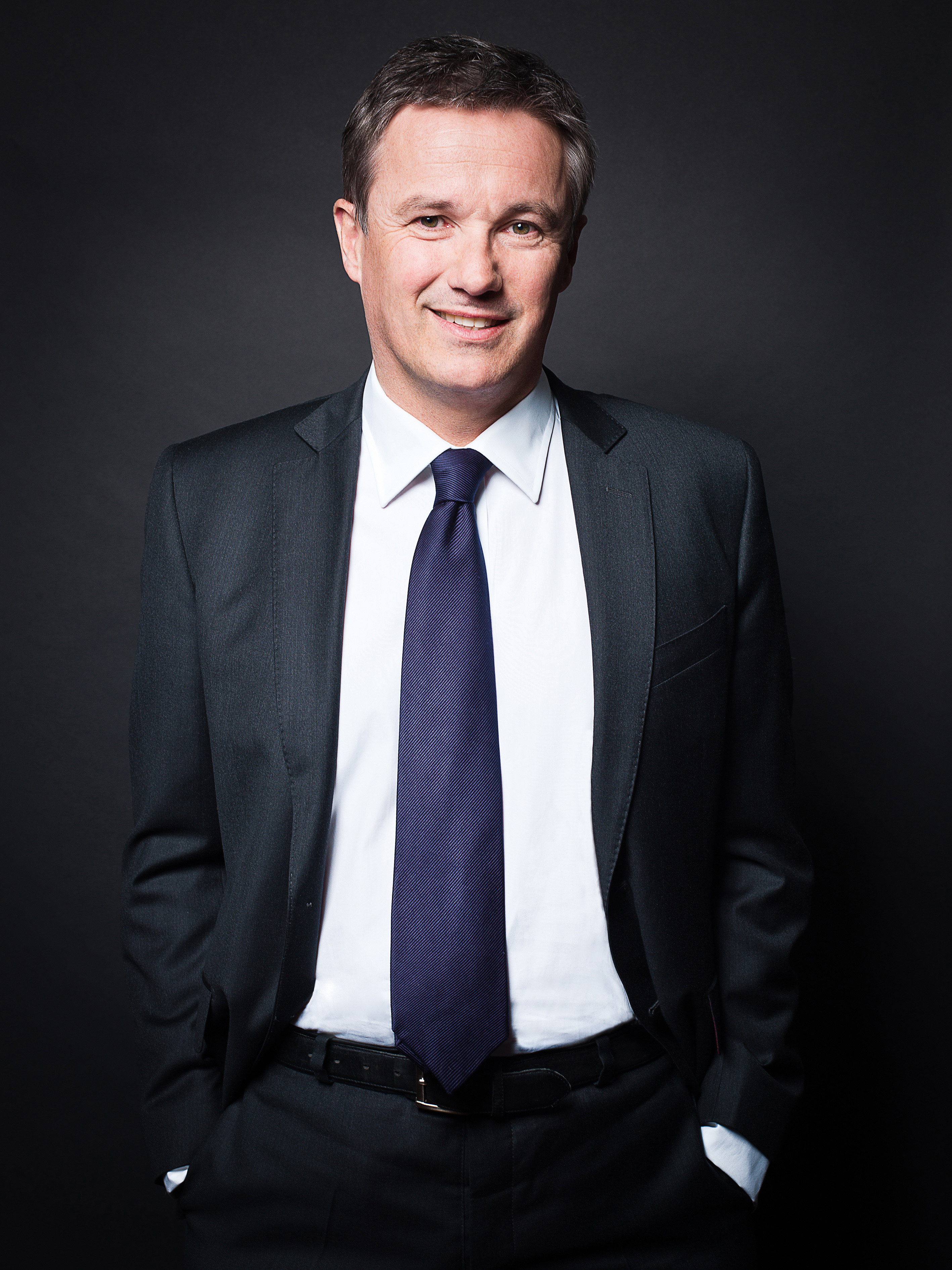
ニコラ・デュポン＝エニャン 2011年

ニコラ・デュポン＝エニャン（Nicolas Dupont-Aignan、1961年3月7日 - ） は、フランスの政治家。ド・ゴール主義を掲げる政党「立ち上がれフランス」党首であり、エソンヌ県イエール市長。

## 政治経歴
- 1990年から1992年までイル＝ド＝フランス地域圏知事官房長を務める。
- 1992年から1993年までイル＝ド＝フランス地域圏知事補佐官を務める。
- 1993年から1994年まで国民教育省参事官を務める。
- 1994年から1995年まで環境省参事官を務める。
- 1995年6月25日にエソンヌ県イエール市長に就任。2001年3月18日に再選。
- 1997年6月の国民議会議員選挙でエソンヌ県から共和国連合公認で初当選。
- 2002年6月の国民議会議員選挙で国民運動連合公認で再選。
- 2007年1月13日にニコラ・サルコジ党首（当時）の路線に対立して国民運動連合を離党する。
- 2007年国民議会議員選挙（6月10日、17日投票）では立ち上がれ共和国公認で出馬し、第一回投票で2万5306票（57,38 %）を得て再選した。
- 2022年4月10日の2022年大統領選挙第1回目投票で得票率2.10%（9位）にとどまり落選[1]。

## 主張
- 2005年5月29日に国民投票で否決された欧州憲法に反対した数少ない国民運動連合所属の国会議員で、国家主権主義（仏:Souverainisme）とド・ゴール主義者を標榜している。社会的・愛国的ド・ゴール主義（仏:le gaullisme social et patriotique）と形容され、新自由主義路線に反対している。
- 2005年10月14日に2007年フランス大統領選挙に出馬することを表明した。しかし、立候補に必要な500名の役職者からの公式な推薦が集まらず、出馬できなかった。